# Proctor (cràter)

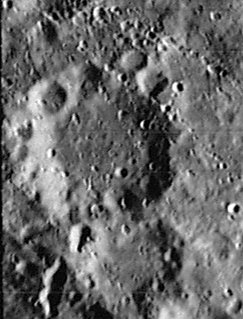
Fotografia de la missió Lunar Orbiter 4

Proctor és el romanent d'un cràter d'impacte lunar que es troba al sud-est del prominent cràter Tycho, just al nord de l'enorme planícia emmurallada de Maginus. Al nord està el cràter Saussure i al nord-oest, just a l'est de Tycho, es troba Pictet.

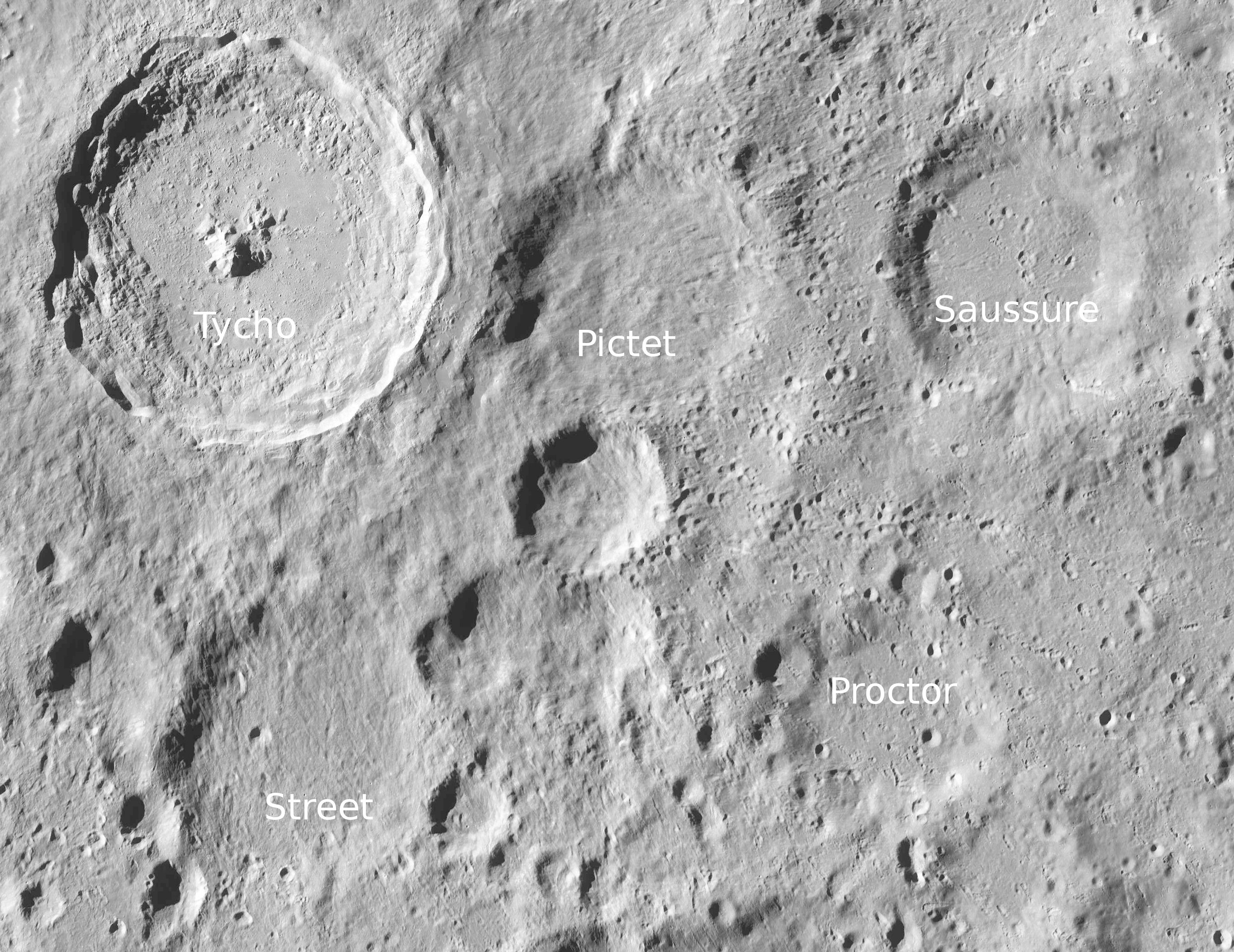
Entorn de Proctor (a baix a la dreta de la imatge)

Proctor té 52 quilòmetres de diàmetre i les seves parets tenen 1.300 metres d'altura. Pertany al Període Preímbric, que va durar des de fa 4550 fins fa 3850 milions d'anys enrere.
La vora exterior d'aquest cràter apareix molt desgastada i erosionada, formant una elevació baixa i irregular al voltant del sòl interior. Gran part de la meitat nord-oest de la vora està marcada per una sèrie de petits cràters, inclòs Proctor D. El sòl interior és bastant pla, només marcat per uns pocs impactes.
El cràter porta el nom de l'escriptora britànica sobre astronomia Mary Proctor.

## Cràters satèl·lit
Per convenció aquests elements són identificats en els mapes lunars posant la lletra en el costat del punt central del cràter que està més prop de Proctor.
|         | \| Proctor \| Coordenades \| Diàmetre \| \| ------- \| ---------------------------------- \| -------- \| \| A \| 47° 00′ S, 6° 42′ O / 47.0°S,6.7°O \| 8 km \| \| B \| 46° 24′ S, 6° 42′ O / 46.4°S,6.7°O \| 8 km \| \| C \| 47° 42′ S, 6° 36′ O / 47.7°S,6.6°O \| 5 km \| \| D \| 46° 06′ S, 6° 00′ O / 46.1°S,6.0°O \| 12 km \| \| E \| 45° 24′ S, 5° 06′ O / 45.4°S,5.1°O \| 8 km \| \| F \| 47° 42′ S, 5° 12′ O / 47.7°S,5.2°O \| 7 km \| \| G \| 47° 42′ S, 4° 48′ O / 47.7°S,4.8°O \| 7 km \| \| H \| 45° 42′ S, 2° 30′ O / 45.7°S,2.5°O \| 5 km \| |          |
| Proctor | Coordenades | Diàmetre |
| A       | 47° 00′ S, 6° 42′ O / 47.0°S,6.7°O | 8 km     |
| B       | 46° 24′ S, 6° 42′ O / 46.4°S,6.7°O | 8 km     |
| C       | 47° 42′ S, 6° 36′ O / 47.7°S,6.6°O | 5 km     |
| D       | 46° 06′ S, 6° 00′ O / 46.1°S,6.0°O | 12 km    |
| E       | 45° 24′ S, 5° 06′ O / 45.4°S,5.1°O | 8 km     |
| F       | 47° 42′ S, 5° 12′ O / 47.7°S,5.2°O | 7 km     |
| G       | 47° 42′ S, 4° 48′ O / 47.7°S,4.8°O | 7 km     |
| H       | 45° 42′ S, 2° 30′ O / 45.7°S,2.5°O | 5 km     |

### Altres referències
- (WGPSN), IAU Working Group for Planetary System Nomenclature. «Gazetteer of Planetary Nomenclature. 1:1 Million-Scale Maps of the Moon» (en anglès).  UAI / USGS, 13-02-2013. [Consulta: 6 abril 2016].
- Andersson, L. E.; Whitaker, E. A.,. NASA Catalogue of Lunar Nomenclature (en anglès).  NASA RP-1097, 1982.
- Blue, Jennifer. «Gazetteer of Planetary Nomenclature» (en anglès).  USGS, 25-07-2007. [Consulta: 2 gener 2012].
- Bussey, B.; Spudis, P.. The Clementine Atlas of the Moon (en anglès).  Nueva York: Cambridge University Press, 2004. ISBN 0-521-81528-2.
- Cocks, Elijah E.; Cocks, Josiah C.. Who's Who on the Moon: A Biographical Dictionary of Lunar Nomenclature (en anglès).  Tudor Publishers, 1995. ISBN 0-936389-27-3.
- McDowell, Jonathan. «Lunar Nomenclature» (en anglès).   Jonathan's Space Report, 15-07-2007. [Consulta: 2 gener 2012].
- Menzel, D. H.; Minnaert, M.; Levin, B.; Dollfus, A.; Bell, B. «Report on Lunar Nomenclature by The Working Group of Commission 17 of the IAU» (en anglès). Space Science Reviews, 12, 1971, pàg. 136.
- Moore, Patrick. On the Moon (en anglès).  Sterling Publishing Co, 2001. ISBN 0-304-35469-4.
- Price, Fred W. The Moon Observer's Handbook (en anglès).  Cambridge University Press, 1988. ISBN 0521335000.
- Rükl, Antonín. Atlas of the Moon (en anglès).  Kalmbach Books, 1990. ISBN 0-913135-17-8.
- Webb, Rev. T. W.. Celestial Objects for Common Telescopes, 6ª edición revisada (en anglès).  Dover, 1962. ISBN 0-486-20917-2.
- Whitaker, Ewen A. Mapping and Naming the Moon (en anglès).  Cambridge University Press, 2003. 978-0-521-54414-6.
- Wlasuk, Peter T. Observing the Moon (en anglès).  Springer, 2000. ISBN 1-85233-193-3.